# Serayah
Serayah Ranee McNeill, meglio nota come Serayah (Encinitas, 20 giugno 1995), è un'attrice, cantante e ballerina statunitense.

## Biografia
È nata a Encinitas, in California ed conseguito gli studi presso la Taft High School a Woodland Hills.
Attualmente risiede a Los Angeles.

### Carriera
Debutta in televisione nel 2015 con la partecipazione alla serie televisiva americana Empire, per la quale ricopre il ruolo di Tiana Brown. Appare successivamente nel video musicale della cantante Taylor Swift per il singolo Bad Blood. Sempre con la cantante americana il 18 luglio si esibisce sulle note del brano Style durante una data del The 1989 World Tour. Il 26 agosto 2015 viene promossa come regular in Empire, entrando così a far parte del cast principale del programma. Ha mantenuto il suo ruolo fino all'ultima stagione del programma, andata in onda nel 2016.
In campo cinematografico, Serayah ha partecipato alla commedia Lucky Girl, nel 2016, e al film Netlfix Il codice del silenzio - Burning Sands nel 2017.
A livello musicale, oltre alle citate collaborazioni con Taylor Swift, nel 2019 è apparsa in qualità di ballerina e attrice nel video di Undecided di Chris Brown. Come interprete, oltre a partecipare a molte canzoni per Empire, Serayah ha pubblicato vari singoli e l'album Addicted come artista indipendente. Nel 2016 ha inoltre preso parte al singolo Don't You Need Somebody del produttore RedOne, in compagnia di R. City, Shaggy ed Enrique Iglesias.

## Filmografia

### Cinema
- Chocolatto Is Back!, regia di Christina Summers – cortometraggio (2014)
- Lucky Girl, regia di Greg Carter (2015)
- Il codice del silenzio (Burning Sands), regia di Gerard McMurray (2017)
- Favorite Son, regia di Robin Givens (2021)

### Televisione
- Empire – serie TV, 80 episodi (2015-2020)
- Envy: A Seven Deadly Sins Story, regia di Damon Lee – film TV (2021)
- BMF - Black Mafia Family – serie TV, episodi 1x04-1x08 (2021)
- True Story – miniserie TV, puntate 02-03 (2021)
- Hip Hop Family Christmas, regia di Greg Carter – film TV (2021)

### Videoclip
- Bad Blood – Taylor Swift (2015)
- Undecided – Chris Brown (2019)
- Show Me – Joey Bada$$ (2023)

## Doppiatrici italiane
- Veronica Puccio in Empire
- Serena Sigismondo in Il codice del silenzio

## Discografia

### Album
- 2018 – Addicted

### Singoli
- 2017 – Driving Me
- 2018 – You Told Me
- 2018 – Going Through the Motions
- 2018 – So Good
- 2018 – Lost & Found
- 2019 – 4 Pages
- 2019 – Love It
- 2020 – Mr. Lover
- 2020 – Never Be The Same (feat. Simyai)

### canzoni di Empire
- 2015 - Get No Better
- 2015 - Keep It Movin
- 2015 - Do Something With It
- 2016 - Look But Don't Touch
- 2016 - Body Speak
- 2016 - Me
- 2017 - All In
- 2017 - Let me Rock
- 2017 - I Got You